# Alcíone

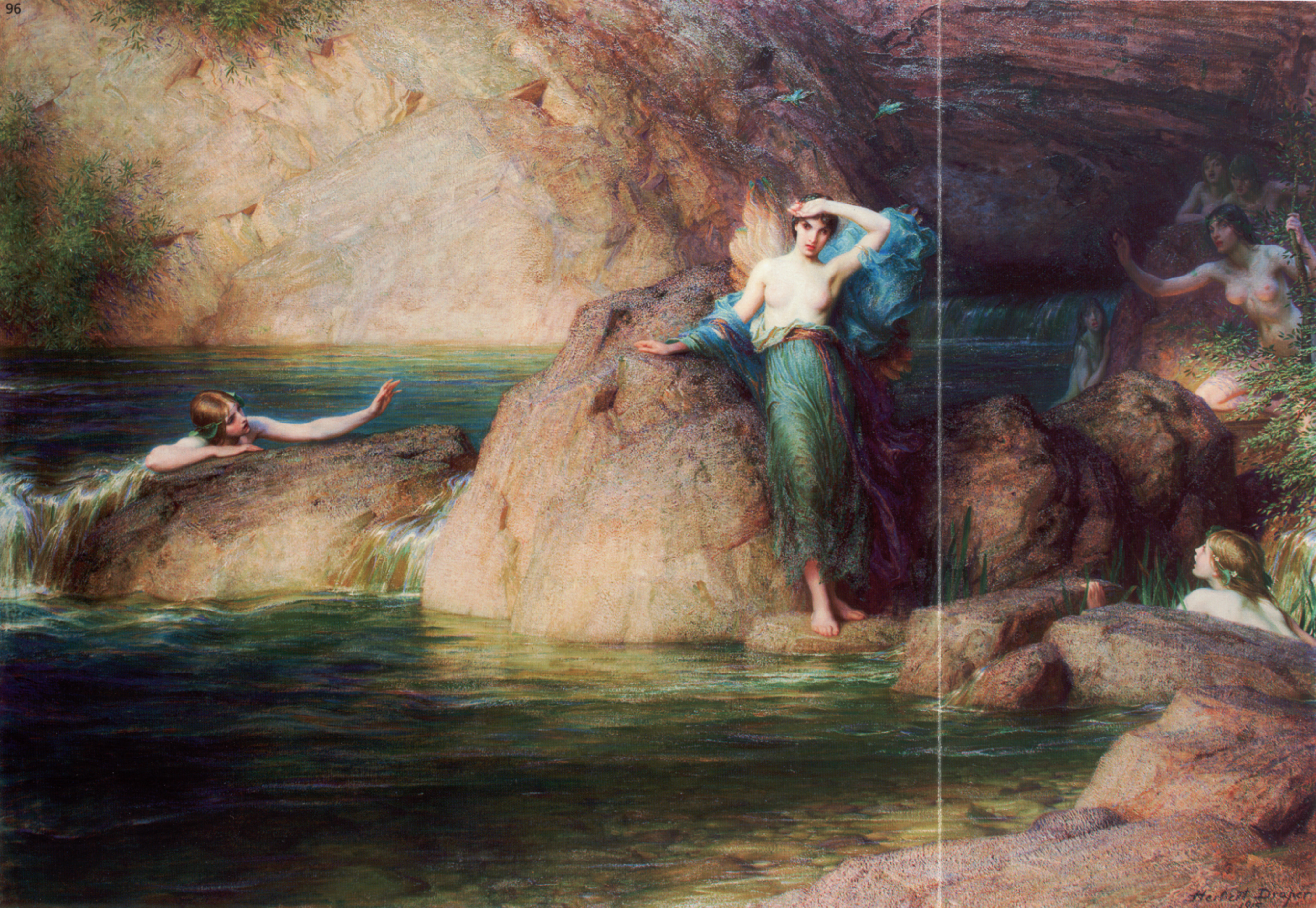
Alcíone, de Herbert James Draper (1915).

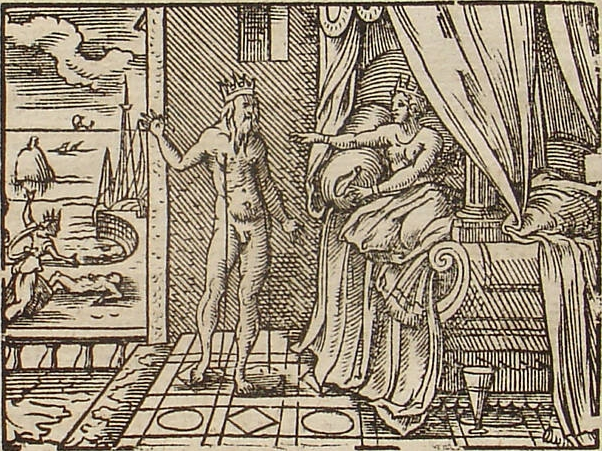
Morfeo toma la forma de Ceix frente a Alcíone.

Alcíone o Halcíone era una de las hijas de Eolo. Su madre fue Enárete.  Alcíone se desposó  con Ceix, hijo de Heósforo, que era rey de Traquinia (Tesalia), y fueron muy dichosos.

## Versión antigua del mito
Hay dos versiones distintas de la leyenda de Alcíone y Ceix. La versión más antigua, descrita por Hesíodo y Apolodoro, nos dice que éstos perecieron por su propia arrogancia, pues Ceix decía que su esposa era la diosa Hera y Alcíone que su esposo era Zeus. El propio Zeus, ofendido por la hybris cometida, los convirtió en pájaros, a ella en alción (ἀλκυών alkyón), y a él en gaviota o en somormujo (κήϋξ keyx). Desde entonces, aún se anhelan y se buscan sin parar, pero Zeus les privó del habla.

## Versión posterior del mito
Los autores latinos también se referían a la metamorfosis de la pareja, pero cambiaron el motivo de la cólera divina por la piedad. Ceix marchó a Claros (Jonia) para consultar un oráculo, pero naufragó durante la travesía, y se ahogó. Sabiendo de la muerte de su esposo por Morfeo, que se le apareció con la forma de Ceix en un sueño, Alcíone decidió privarse de la vida y se arrojó al mar. 
Por la clemencia de Júpiter y Juno ambos fueron metamorfoseados en unas aves llamadas alciones. Estas aves tienen a sus nidos, huevos y crías en el mar durante siete días en el invierno, pero las olas amenazaban con destruir sus nidos. Para favorecer a sus nietos, Eolo contenía sus vientos y el mar permanece en calma durante esos días y por eso los marineros los llaman «días del alción», por lo que esta ave se convertiría en símbolo de la tranquilidad.